# Félix Arambulo
Félix Arambulo (Paraguay; 7 de enero de 1942 – 16 de marzo de 2018) fue un futbolista de Paraguay que jugó en la posición de delantero.

## Carrera

### Club
| Periodo   | Club             |
| --------- | ---------------- |
| 1961-1963 | Club Olimpia     |
| 1964-1965 | CA Independiente |
| 1966-1967 | Club Guaraní     |
| 1967-1969 | Unión Magdalena  |
| 1970      | Club Libertad    |

### Selección nacional
Jugó para Paraguay en siete ocasiones de 1962 a 1963 y anotó un gol, el cual fue en la Copa América 1963 donde logró el subcampeonato.

## Logros
- Primera División de Paraguay (): 1962, 1967
- Copa Libertadores (2): 1964, 1965
- Categoría Primera A (1): 1968